# 풍림산업
풍림산업 주식회사는 대명종합건설의 계열사로, 2018년까지 DL그룹 (구. 대림그룹)의 방계기업으로 알려져 있다. 대한민국의 본사를 둔 건설회사로 아파트등을 전문으로 하는 회사다.

## 역사
- 1954년 - 전일기업(주) 설립
- 1959년 - 전일기업이 대림그룹에 인수 되어 지금의 풍림산업(주)로 사명변경
- 1965년 - 도로포장 공사업 면허
- 1966년 - 군납업 면허
- 1976년 - 사우디아라비아 주아이마 지역 공사를 수주해 해외공사에 첫 진출
- 1978년 - 기업공개
- 1995년 - 풍림직업훈련원 개업, 청평 풍림콘도 개업
- 2001년 - 아파트 브랜드 아이원을 출시
- 2003년 - 한국주택문화상을 종합대상 수상
- 2018년 - 대명종합건설이 인수

## 같이 보기
- DL그룹
- 대한건설협회
- 건설워커